# Lindsay Benko
Lindsay Dianne Benko, coniugata Mintenko (Elkhart, 29 novembre 1976), è un'ex nuotatrice statunitense.
Stile liberista specializzata nei 200 m e nei 400 m (ma capace di vincere anche nel dorso), partecipò a due edizioni dei giochi olimpici.
Nel 2000 a Sydney vinse il titolo con la staffetta 4 × 200 m sl; ad Atene quattro anni dopo guadagnò l'oro nuotando i preliminari della 4 × 200 m sl, e l'argento nuotando nelle batterie della 4 × 100 m sl.
Vinse inoltre due ori e un argento (sempre in staffetta) ai Campionati mondiali di Barcellona 2003; va ricordata la sua prestazione in prima frazione nella 4 × 200 m sl: nuotando in 1'57"41, allora nuovo record statunitense, avrebbe tranquillamente vinto la gara individuale con quasi un secondo di margine.
Lindsay Benko è stata molto forte in vasca corta; nel 2002 ai Campionati mondiali di Mosca vinse i 200 m sl con il record del mondo in 1'54"04.
Il 26 gennaio 2003 a Berlino in coppa del mondo, fissò il limite mondiale dei 400 m sl a 3'59"53, prima donna a scendere sotto la barriera dei 4 minuti; in seguito solo altre due atlete sono riuscite a scendere sotto tale muro: la francese Laure Manaudou che agli europei di Helsinki 2006 ha portato il record del mondo a 3'56"09, e la nostra Federica Pellegrini che in quella stessa competizione ha stabilito il record italiano in 3'59"96.
Nel 2005 si è sposata con il nuotatore canadese Mike Mintenko.

## Palmarès
- Olimpiadi

Sydney 2000: oro nella 4 × 200 m sl.
Atene 2004: oro nella 4 × 200 m sl e argento nella 4 × 100 m sl.
- Mondiali

Perth 1998: argento nella 4 × 200 m sl.
Barcellona 2003: oro nella 4 × 100 m sl e nella 4 × 200 m sl e argento nella 4 × 100 m misti.
- Mondiali in vasca corta

Atene 2000: oro nei 400 m sl, argento nella 4 × 200 m sl e bronzo nei 200 m dorso.
Mosca 2002: oro nei 200 m sl e nei 200 m dorso, argento nella 4 × 200 m sl e nella 4 × 100 m misti.
Indianapolis 2004: oro nella 4 × 100 m sl e nella 4 × 200 m sl e argento nei 200 m sl.
- Giochi PanPacifici

Fukuoka 1997: oro nella 4 × 100 m sl.
Sydney 1999: oro nella 4 × 100 m sl e nella 4 × 200 m sl, argento nei 200 m sl e nei 400 m sl e bronzo nei 200 m dorso.
Yokohama 2002: oro nei 200 m sl e nella 4 × 200 m sl, argento nei 400 m sl, nella 4 × 100 m sl e nella 4 × 100 m misti.